# Passeio Público (Rio de Janeiro)
O Passeio Público do Rio de Janeiro é um parque localizado no bairro da Lapa, perto das proximidades da Cinelândia, na cidade do Rio de Janeiro, no Brasil. Foi inaugurado no século XVIII, tendo sido o primeiro parque público das Américas.

## História

### O projeto de Mestre Valentim

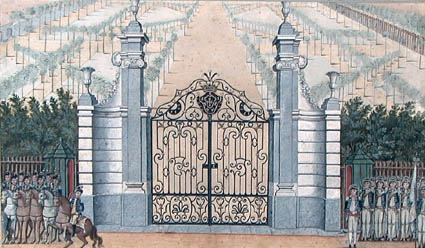
Inauguração do portão do Passeio Público, no final do século XVIII.

Inspirado no Passeio Público de Lisboa, inaugurado na década de 1760, e na construção dos jardins do Palácio Real de Queluz, cuja primeira etapa estaria concluída em 1786, o Vice-Rei do Estado do Brasil, Luís de Vasconcelos e Sousa, entre 1779 e 1783, incumbiu o escultor e arquiteto Valentim da Fonseca e Silva ("Mestre Valentim") de construir um parque para a cidade, então a capital do Brasil Colônia.

O lugar escolhido para o novo parque foi uma das extremidades da cidade, junto ao mar, na lagoa do Boqueirão da Ajuda (atual largo da Lapa). Segundo fontes da época, por volta de 1760 a lagoa já estava bastante suja, constituindo-se em foco de doenças que se espalhavam pela cidade. Visando ao saneamento da área, promoveu-se o aterramento da mesma, utilizando-se, para esse fim, o material oriundo do desmonte do antigo morro das Mangueiras.

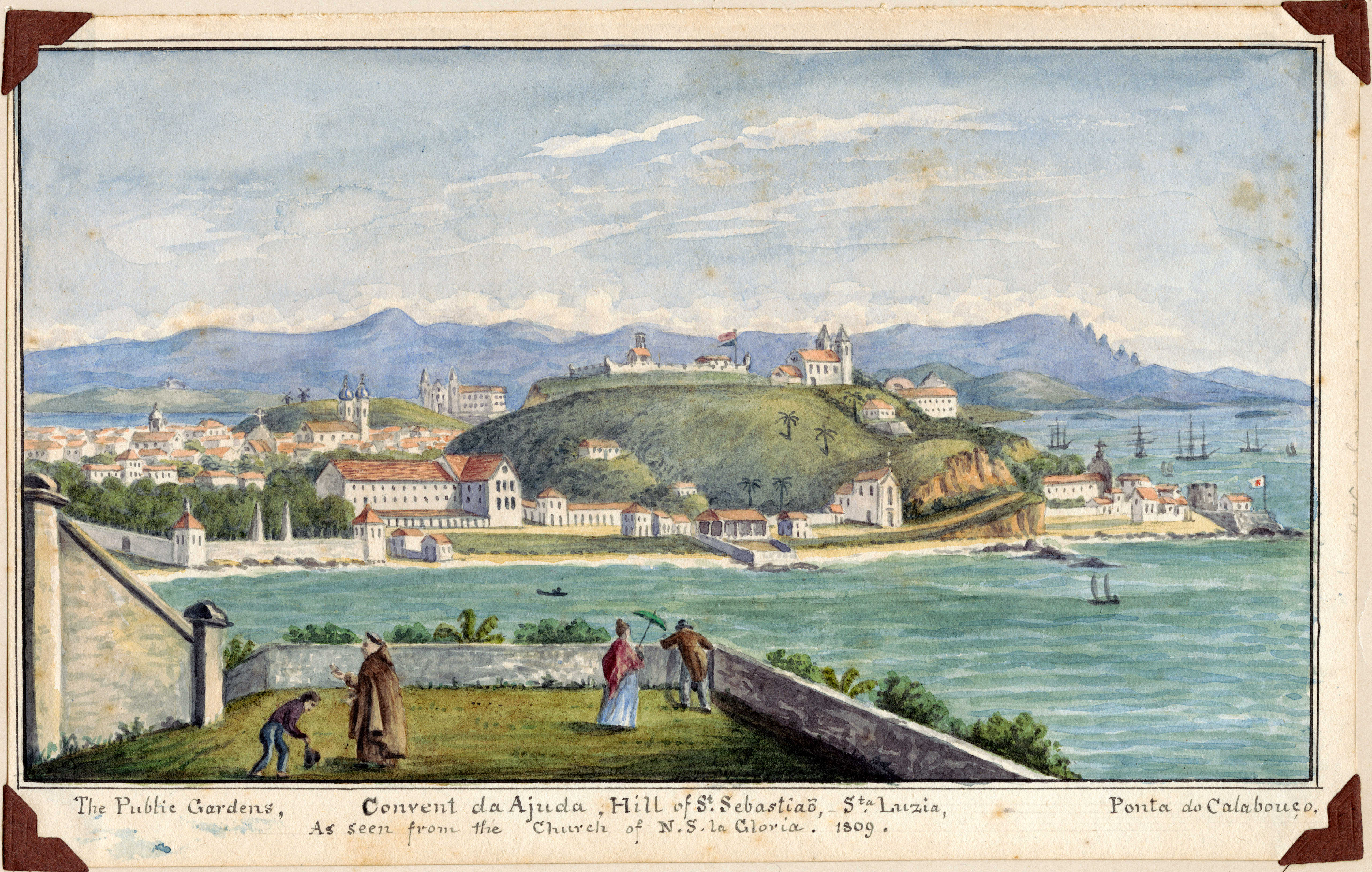
No canto esquerdo o Passeio Público, visto do terraço da Igreja da Glória, por Richard Bate em 1809.

Mestre Valentim projetou um parque em estilo francês, com alamedas retas, que se cruzavam ortogonalmente, e outras formando diagonais, ostentando elementos decorativos também criados pelo artista, como chafarizes, estátuas e pavilhões. O belo portão de acesso, em ferro forjado em estilo rococó, ainda está em seu lugar, destacando-se o brasão com as armas reais e as efígies de Maria I de Portugal, e seu marido, Pedro III de Portugal. Daí, uma alameda central conduzia o visitante à Fonte dos Amores e ao terraço, de onde se descortinava o mar, que, à época, chegava à altura do Passeio Público. Este belvedere era um local disputado para se apreciar as belezas naturais da baía de Guanabara, constituindo-se em ponto de encontro da população carioca desde o final do século XVIII até ao início do século XX.
Da decoração original de Mestre Valentim, sobrou o conjunto do Chafariz do Menino, em ferro (1783), integrado por dois obeliscos de granito com medalhões em pedra lioz, escadas e amuradas e pela Fonte dos Amores, com estátuas de jacarés em bronze. As estátuas da Ninfa Eco (1783) e do Caçador Narciso (1785), do destruído Chafariz das Marrecas (1789), encontram-se agora em espaço próprio no Jardim Botânico do Rio de Janeiro.

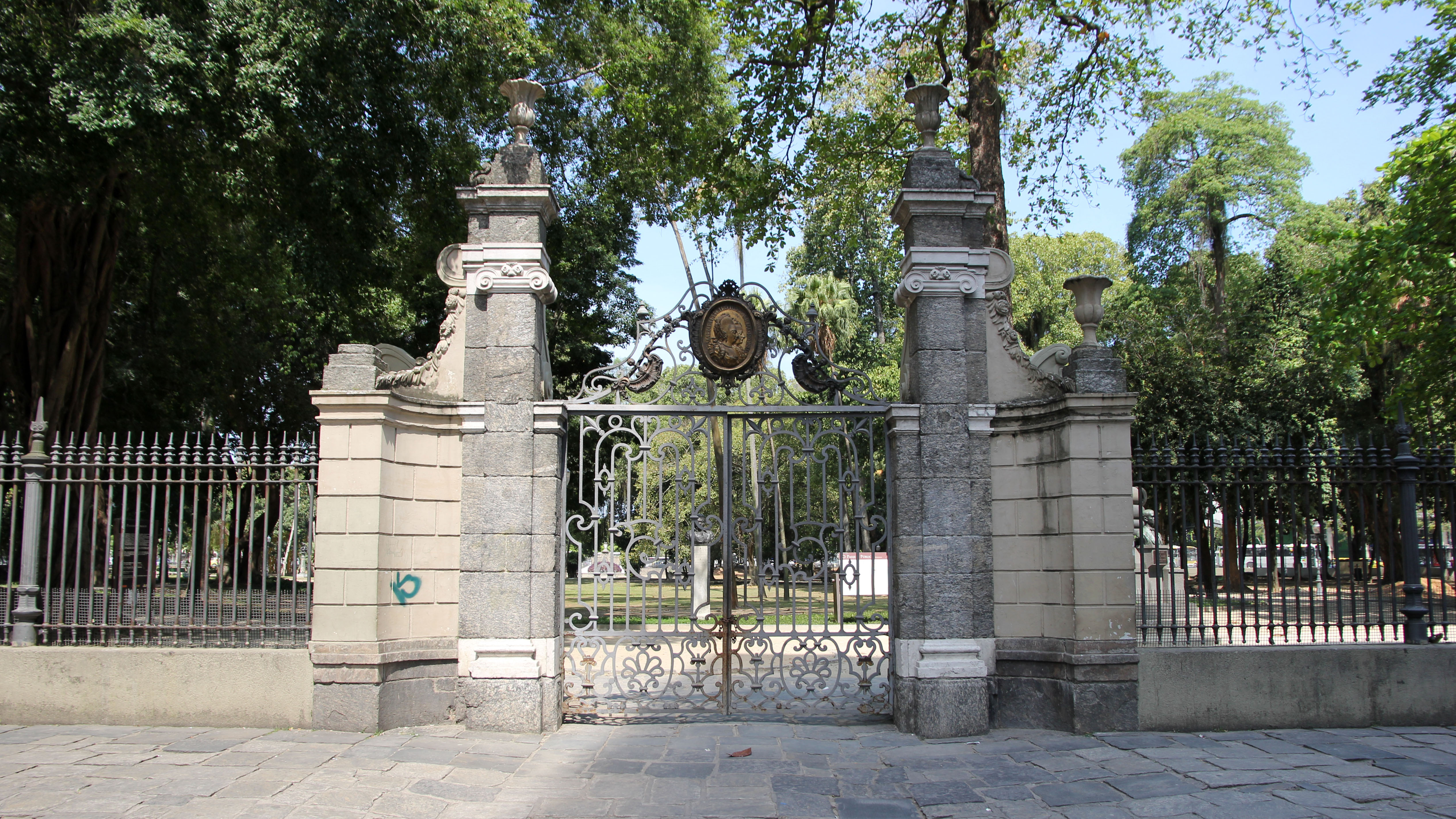
O portão principal do Passeio Público, com a efígie de D. Maria I e D. Pedro III, reis de Portugal.
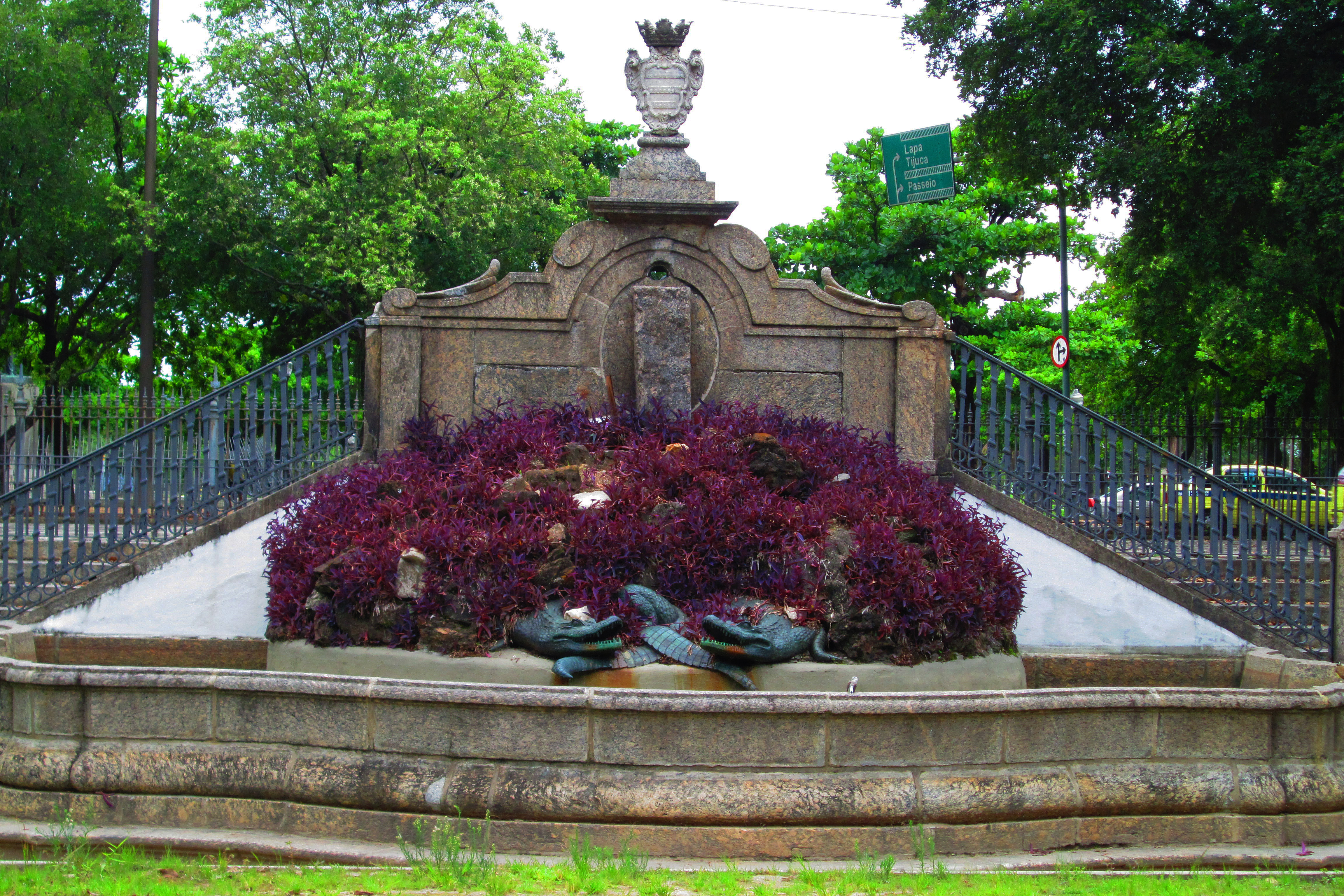
Chafariz dos Jacarés (Fonte dos Amores).
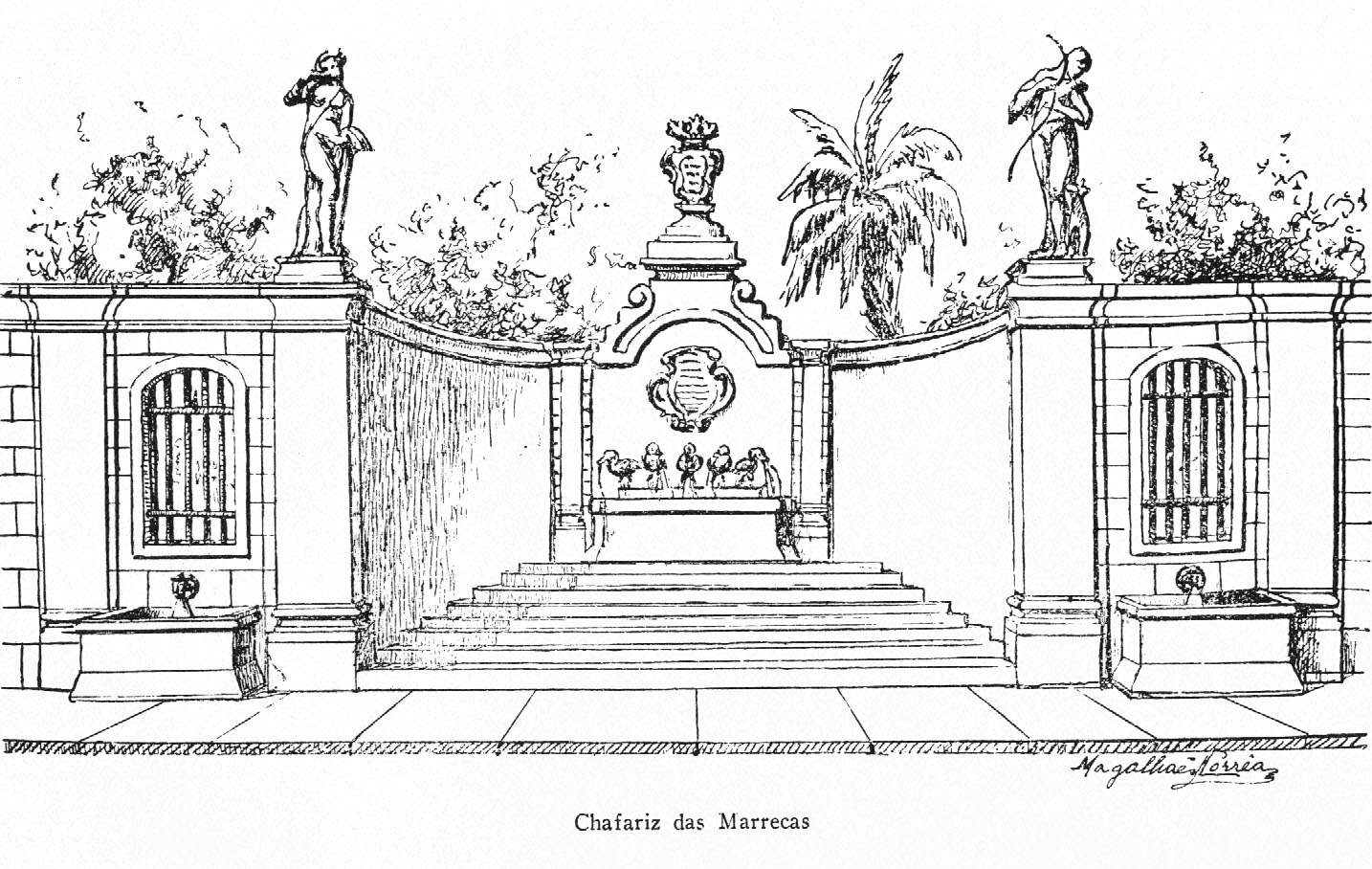
Chafariz das Marrecas, com as as primeiras estátuas fundidas no Brasil no topo, Eco e Narciso.
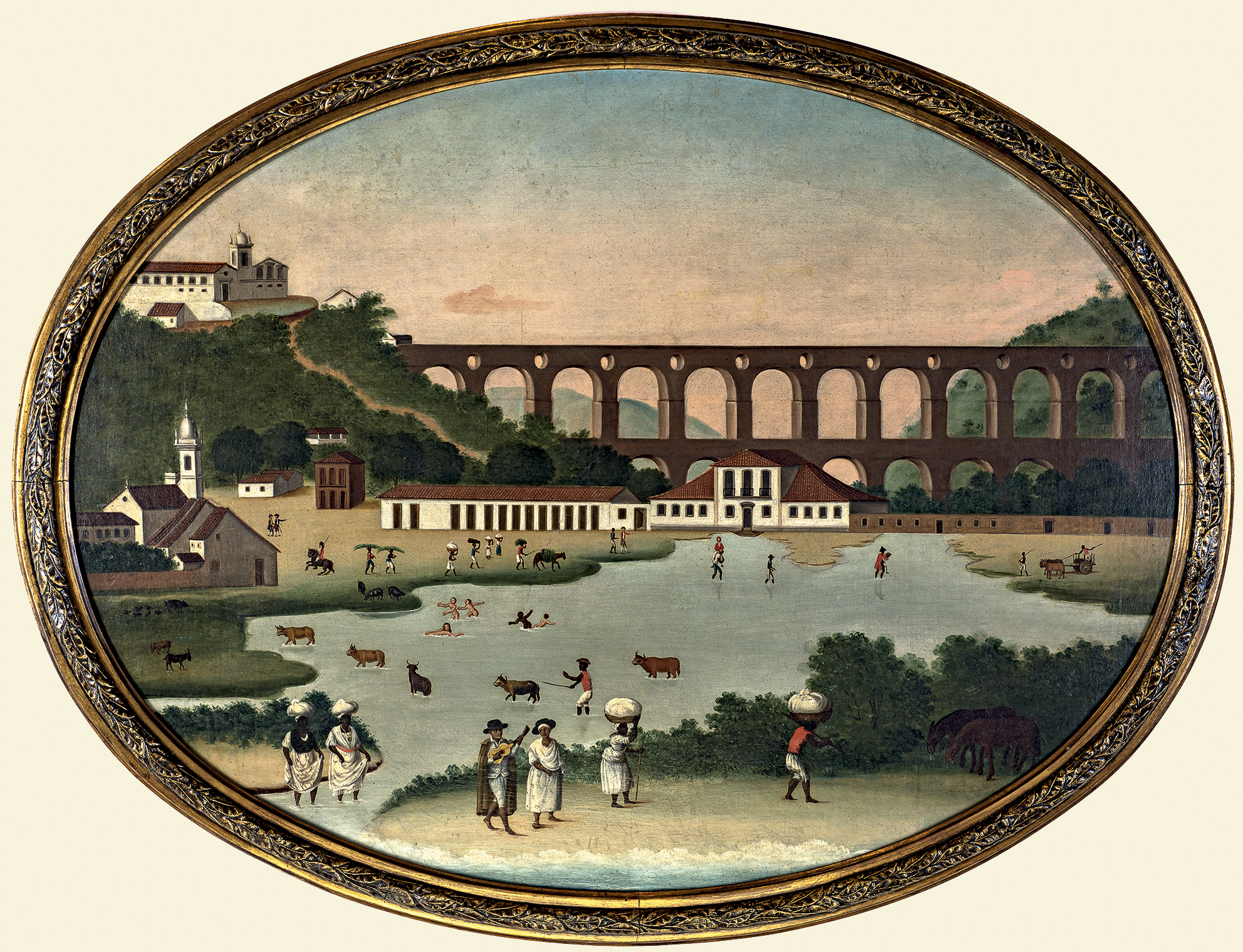
Pintura de Leandro Joaquim dos Arcos da Lapa e a Lagoa do Boqueirão, onde o parque foi construído. Fez parte da decoração do Passeio Público. Coleção do Museu Histórico Nacional

O parque tinha, originalmente, dois pavilhões com várias pinturas de paisagens do Rio de Janeiro, de autoria de Leandro Joaquim. Seis delas sobreviveram e encontram-se atualmente no Museu Nacional de Belas Artes e no Museu Histórico Nacional.

### A reforma de Glaziou

Passeio Público, foto de Marc Ferrez, década de 1880.

O desenho original do parque foi alterado em uma reforma promovida em 1864, a pedido do imperador Pedro II do Brasil, pelo paisagista francês Auguste François Marie Glaziou. Embora tendo conservado elementos arquitetônicos e artísticos originais, a repartição dos jardins foi alterada, adotando-se aleias curvas e sinuosas, lagos e pontes, tão a gosto do paisagismo romântico. O resultado foi um jardim ao estilo inglês, imitando um bosque natural. Nele, se destacam a construção de um grande lago sinuoso, estreito e de outro, menor, redondo, com um chafariz central. Atualmente, apenas o primeiro pode ser contemplado. Do segundo, aterrado, apenas podemos ter uma noção de suas dimensões através de marcas, no solo, próximo ao Portão Principal do parque.

### Do século XX à reforma de 2004
Entre as inúmeras obras realizadas pelo prefeito Pereira Passos (1902-1906) na cidade do Rio de Janeiro, encontra-se a construção de um aquário público no Passeio Público. Inaugurado em 1904, o aquário possuía vinte tanques de vidro, destinados à exposição de exemplares de diversas espécies de peixes de água salgada. Conforme o seu idealizador e responsável, o naturalista Alípio de Miranda Ribeiro, o objetivo era o de dar aos visitantes uma noção da vida marinha nas águas da baía da Guanabara. Posteriormente, durante a gestão do prefeito Henrique Dodsworth (1937-1945), tendo sido promovidos alguns ajustes no Passeio Público, considerados necessários à retomada das características originais do parque, esta instalação foi demolida.
Outra alteração foi a posição do parque em relação à Baía de Guanabara: se antes o Passeio Público se localizava junto ao mar, os sucessivos aterros, deixaram-no no centro da cidade.
O parque encontra-se tombado desde 1938 pelo então Serviço do Patrimônio Histórico e Artístico Nacional, com destaque para o conjunto do Portão Principal, o do Chafariz dos Jacarés (a Fonte dos Amores) e o par de obeliscos.
No ano de 2004, teve lugar uma ampla reforma, coordenada por uma equipe multidisciplinar de técnicos da Prefeitura Municipal do Rio de Janeiro (Fundação Parques e Jardins) e do Instituto do Patrimônio Histórico e Artístico Nacional (Sexta Superintendência Regional), visando a devolver, ao parque, o traçado de Auguste Glaziou, ao custo de 1 800 000 reais. Além da intervenção paisagística, os trabalhos incluíram intervenções estruturais como a implantação de um sistema de drenagem, uma nova iluminação, a recuperação e restauração de monumentos e o desenvolvimento de pesquisa histórico-arqueológica que permitiu a identificação e localização de estruturas que fizeram parte da história do parque e da cidade do Rio de Janeiro.
A prospecção arqueológica identificou, dessa forma, entre outros, as bases do aquário de Pereira Passos e o piso e as fundações dos antigos Theatro Casino e Casino Beira-Mar, que, apesar dos nomes, jamais foram lugar de jogos. Após o achado, a história dessas casas de espetáculos, famosas na década de 1920 por suas atrações internacionais e que ofereciam, aos seus frequentadores, salões de festas, salão de chá e "dancing" e que funcionaram por oito anos até serem implodidas na década de 1930, foi resgatada. O seu sítio foi novamente recoberto para fins de conservação.
Podem ainda ser novamente observados os degraus de granito do Chafariz dos Jacarés, também conhecido como Fonte dos Amores, de Mestre Valentim.
Com a revitalização, o Passeio Público recuperou, além de seu valor artístico e cultural, preciosas informações que pertencem à história da cidade do Rio de Janeiro.

### Reforma de 2017
Fechado desde o final de 2016, o Passeio Público foi reaberto no dia 8 de junho de 2017, após passar por reformas a fim de voltar a receber visitantes. O parque urbano recebeu diversos reparos: nova pintura, corte de grama, troca de luminárias, plantio de novas mudas e restauração de alguns monumentos. As obras tiveram a participação de funcionários da Fundação Parques e Jardins, da Comlurb e da Rioluz.

## A Lenda
O folclorista Luís da Câmara Cascudo, em seu livro "Contos Tradicionais do Brasil", relata uma versão diferente para a construção do Passeio Público. Segundo a tradição popular, detalhada por Joaquim Manoel de Macedo em "Um Passeio pela Cidade do Rio de Janeiro" , de 1862, o vice-rei  Luís de Vasconcelos e Sousa teria se apaixonado por uma jovem chamada Susana, que morava num casebre à beira da lagoa. Vicente Peres, noivo de Susana, descobriu que ela se encontrava com o vice-rei e queixou-se. A jovem, porém, defendeu o seu admirador, garantindo que ele sempre a respeitara.
Calaça e Sousa, então, teria nomeado Vicente para um cargo público, assumindo a posição de protetor do casal. Foi padrinho do casamento e, em homenagem a Susana, mandou construir a Fonte dos Amores.
Na fonte, Valentim esculpiu dois jacarés, representando a si mesmo e ao vice-rei; e três garças, simbolizando o casal e a avó de Susana.
A história foi levada à Passarela do Samba pela Portela no carnaval de 1988, com o enredo "Lenda carioca: os sonhos do vice-rei". O samba-enredo foi composto por Nenem, Mauro Silva, Isaac, Luizinho e Carlinhos Madureira. A escola ficou em quinto lugar..